# 張蕙 (嘉靖進士)
張蕙（1521年—？），字時芳，號抑斋，山東濟南府德州平原縣人，民籍，明朝政治人物。

## 生平
嘉靖二十八年（1549年）己酉科山東鄉試第二十二名舉人。嘉靖二十九年（1550年）中式庚戌科會試第一百六十八名，三甲第三十八名進士。授刑部主事，歷陞郎中、四川僉事、河南參議、陕西右參議，隆庆元年（1567年）三月升陕西副使、甘肃兵备，四年三月升山西左參政、昌平兵備，五年二月加升按察使，仍分守汾州，三月升為都察院右僉都御史、巡撫寧夏，六年四月被兵科都給事中梁問孟論其昏庸不職，被調外任。归乡后纂修《平原县志》，未成而卒。

## 家族
曾祖張壽，贈光祿寺署丞；祖父張福，光祿寺署丞；父張邦傑，府知事。前母任氏、吳氏；母吳氏；繼母祁氏。具庆下。